# Lisa Westerhof
Lisa Laetitia Westerhof (* 2. November 1981 in De Bilt) ist eine ehemalige niederländische Seglerin.

## Erfolge
Lisa Westerhof nahm an den Olympischen Spielen 2004 in Athen und 2012 in London in der 470er Jolle teil. 2004 belegte sie gemeinsam mit Margriet Matthijsse den neunten Rang. Acht Jahre darauf ging sie mit Lobke Berkhout an den Start der olympischen Regatta und beendete diese auf dem dritten Platz hinter den Neuseeländerinnen und den Britinnen, womit sie die Bronzemedaille gewannen. Bei Weltmeisterschaften sicherte sich Westerhof 2002 in Cagliari mit Matthijsse zunächst die Silbermedaille, ehe ihr 2009 und 2010 mit Berkhout jeweils der Titelgewinn gelang. 2012 gewannen sie und Berkhout zudem Bronze.
Nach den Spielen 2012 beendete sie ihre Karriere. Sie ist seitdem Pilotin bei der KLM Royal Dutch Airlines.